# Медаль «За усердие при выполнении задач инженерного обеспечения»
Меда́ль «За усе́рдие при выполне́нии зада́ч инжене́рного обеспе́чения» — ведомственная медаль Министерства обороны Российской Федерации, учреждённая приказом Министра обороны Российской Федерации № 315 от 18 июня 2000 года.

## Правила награждения
Согласно Положению медалью Министерства обороны Российской Федерации «За усердие при выполнении задач инженерного обеспечения» награждаются военнослужащие Вооружённых Сил Российской Федерации:
- за особые отличия и образцовое выполнение задач и мероприятий инженерного обеспечения;
- за заслуги, проявленные при разработке средств инженерного вооружения, и успешное их освоение;
- за инициативу, старание и усердие в служебной деятельности, направленные на повышение боеготовности и боеспособности инженерных войск.

Награждение медалью производится Министром обороны Российской Федерации.
Повторное награждение медалью не производится.

## Правила ношения
Медаль носится на левой стороне груди и располагается после государственных наград Российской Федерации в соответствии с Правилами ношения военной формы одежды военнослужащими Вооружённых Сил Российской Федерации.

## Описание медали
Медаль изготавливается из металла серебристого цвета, имеет форму круга диаметром 32 мм с выпуклым бортиком с обеих сторон. На лицевой стороне медали в центре — рельефное изображение эмблемы Инженерных войск Вооружённых Сил Российской Федерации, обрамлённой лавровым венком, на фоне креста. На оборотной стороне медали рельефная надпись: в центре — в четыре строки: «За усердие при выполнении задач инженерного обеспечения», по кругу в верхней части — «МИНИСТЕРСТВО ОБОРОНЫ», в нижней части — «РОССИЙСКОЙ ФЕДЕРАЦИИ».
Медаль при помощи ушка и кольца соединяется с пятиугольной колодкой, обтянутой шёлковой муаровой лентой шириной 24 мм. С правого края ленты оранжевая полоса шириной 10 мм окаймлена чёрной полосой шириной 2 мм, левее — равновеликие красная, чёрная и белая полосы.

## Дополнительные поощрения награждённым
Согласно Федеральному закону РФ «О ветеранах» и принятых в его развитие подзаконных актах награждение медалью «За усердие при выполнении задач инженерного обеспечения» при наличии соответствующего трудового стажа или выслуги лет даёт право присвоения награждённому звания «ветеран труда».